# Rothschildia speculifer
Rothschildia speculifer is een vlinder uit de onderfamilie Saturniinae van de familie nachtpauwogen (Saturniidae).
De wetenschappelijke naam van de soort is, als Attacus speculifer, voor het eerst geldig gepubliceerd door Francis Walker in 1855. De combinatie in het geslacht Rothschildia werd door Brechlin & Meister in 2012 gemaakt.